# 237. Infanterie-Division (Deutsches Kaiserreich)
Die 237. Infanterie-Division war ein Großverband des deutschen Heeres im Ersten Weltkrieg.

## Geschichte
Die Division wurde am 16. Januar 1917 an der Ostfront zusammengestellt und war dort bis zum Waffenstillstand im Einsatz. Dann erfolgte die Verlegung an die Westfront, wo die Division bis Kriegsende kämpfte. Nach dem Waffenstillstand von Compiègne marschierte der Verband geschlossen in die Heimat zurück, wurde demobilisiert und schließlich aufgelöst. Einziger Kommandeur des Großverbandes war Generalmajor/Generalleutnant Karl von Jacobi.

### Gefechtskalender

#### 1917
- 09. März bis 7. April – Stellungskämpfe an der oberen Schtschara-Serwetsch
- 08. April bis 26. Juni – Stellungskämpfe an der Beresina, Olschanka und Krewljanka
- 30. Juni bis 6. Juli – Abwehrschlacht östlich Zloczow, Abwehr der russischen Sommeroffensive
  - 02. und 6. Juli – Abwehrschlacht östlich Pomorzany, Kämpfe am Chorostowiec-Wald
  - 06. Juli – Zweite Abwehrschlacht bei Koniuchy-Hodow
- 07. bis 18. Juli – Stellungskämpfe östlich Zloczow
- 19. bis 23. Juli – Durchbruchschlacht in Ostgalizien
  - 19. Juli – Erstürmung der Zlota-Gora
  - 20. Juli – Erstürmung der Popowa-Gora
  - 23. Juli – Zazdrosc
- 24. bis 30. Juli – Verfolgungskämpfe in Ostgalizien
  - 24. Juli – südöstlich Darachow, am Srednie-Garby und bei Wybranowka
- 31. Juli bis 2. August – Kämpfe um den Zbrucz und zwischen Zbrucz und Sereth
- 03. August bis 7. Dezember – Stellungskämpfe zwischen Dnjestr und Zbrucz, am Zbrucz und zwischen Zbrucz und Sereth
- 08. bis 17. Dezember – Waffenruhe
- ab 17. Dezember – Waffenstillstand

#### 1918
- bis 18. Februar – Waffenstillstand
- 15. Februar bis 3. März – Transport nach dem Westen
- 03. März bis 26. Mai – Stellungskämpfe in den Argonnen
- 27. Mai bis 13. Juni – Schlacht bei Soissons und Reims
  - 28. Mai bis 1. Juni – Verfolgungskämpfe zwischen Oise und Aisne und über die Vesle bis zur Marne
- 14. bis 30. Juni – Stellungskämpfe zwischen Oise, Aisne und Marne
- 01. bis 14. August – Stellungskämpfe in den Argonnen
- 15. bis 20. August – Abwehrschlacht zwischen Somme und Oise, Kämpfe bei Beuvraignes und Loges-Wald
- 20. August bis 4. September – Abwehrschlacht zwischen Oise und Aisne
- 05. September bis 9. Oktober – Kämpfe vor der Siegfriedfront
- 10. Oktober bis 4. November – Kämpfe vor und in der Hermannstellung
  - 17. bis 26. Oktober – Kämpfe zwischen Oise und Serre
- 05. bis 11. November – Rückzugskämpfe vor der Antwerpen-Maas-Stellung
- ab 12. November – Räumung des besetzten Gebietes und Marsch in die Heimat

## Gliederung

### Kriegsgliederung vom 10. Januar 1918
- 244. Infanterie-Brigade
  - Infanterie-Regiment Nr. 460
  - Infanterie-Regiment Nr. 461
  - Infanterie-Regiment Nr. 462
  - 4. Eskadron/Königs-Ulanen-Regiment (1. Hannoversches) Nr. 13
- Artillerie-Kommandeur Nr. 237
  - 3. Rheinisches Feldartillerie-Regiment Nr. 83
- Pionier-Bataillon Nr. 237
- Divisions-Nachrichten-Kommandeur Nr. 237